# A ancestralidade como guia para o caráter no legendarium de Tolkien
Na mitologia de J. R. R. Tolkien, a ancestralidade serve como um guia para o caráter dos personagens. Os aparentemente pacatos Hobbits da família Baggins revelam-se protagonistas dignos em O Hobbit e O Senhor dos Anéis. Bilbo Bolseiro, conforme sua árvore genealógica [en], combina traços dos Baggins e dos aventureiros Took. Da mesma forma, Frodo Bolseiro carrega o sangue excêntrico dos Brandebuque. Entre os Elfos da Terra Média, conforme descrito em O Silmarillion, os mais elevados são os pacíficos Vanyar, cujos antepassados seguiram mais fielmente a vontade divina, migrando para Aman e contemplando a luz das Duas Árvores de Valinor; os menos elevados são os mutáveis Teleri; e entre eles estão os conflituosos Noldor. Estudiosos analisaram o impacto da ancestralidade em elfos como o criativo, porém obstinado, Fëanor, criador dos Silmarils. Entre os Homens, Aragorn, herói de O Senhor dos Anéis, é descrito como descendente de reis, elfos e uma imortal Maia, sendo de linhagem real e destinado a ser o verdadeiro rei que restaurará seu povo. Pesquisadores comentaram que, dessa forma, Tolkien apresentava uma visão de caráter inspirada na mitologia nórdica e na concepção anglo-saxã de realeza, embora outros tenham apontado suas visões implícitas como racistas.

## Contexto
J. R. R. Tolkien foi um escritor inglês e filólogo, especialista em línguas germânicas antigas, especialmente o anglo-saxão, idioma dos Anglo-saxões. Passou grande parte de sua carreira como professor na Universidade de Oxford. É mais conhecido por seus romances sobre sua criação, a Terra Média, incluindo O Hobbit e O Senhor dos Anéis, além do póstumo O Silmarillion, que oferece uma narrativa mítica sobre eras anteriores.  Suas obras foram tão influentes que ele é frequentemente chamado de "pai" da fantasia moderna. Tolkien criou diversos povos para a Terra Média, como Elfos, Anães, Hobbits, Orcs, Trolls e Águias.

## Ancestralidade por raça

### Árvores genealógicas dos Hobbits
|  |  |  |  |             |             |             |             |                         |                         |                         |                         | Balbo Baggins           | Balbo Baggins           | Balbo Baggins | Balbo Baggins | Balbo Baggins                    | Balbo Baggins                    |                                  |                                  | Berylla Boffin                   | Berylla Boffin                   | Berylla Boffin | Berylla Boffin | Berylla Boffin | Berylla Boffin |       |       |               |               |                         |                         |                         |                         |                         |                         |             |             |                                       |                                       |                                       |                                       |                                       |                                       |  |  |  |  |  |  |  |  |  |  |
|  |  |  |  |             |             |             |             |                         |                         |                         |                         | Balbo Baggins           | Balbo Baggins           | Balbo Baggins | Balbo Baggins | Balbo Baggins                    | Balbo Baggins                    |                                  |                                  | Berylla Boffin                   | Berylla Boffin                   | Berylla Boffin | Berylla Boffin | Berylla Boffin | Berylla Boffin |       |       |               |               |                         |                         |                         |                         |                         |                         |             |             |                                       |                                       |                                       |                                       |                                       |                                       |  |  |  |  |  |  |  |  |  |  |
|  |  |  |  |             |             |             |             |                         |                         |                         |                         |                         |                         |               |               |                                  |                                  |                                  |                                  |                                  |                                  |                |                |                |                |       |       |               |               |                         |                         |                         |                         |                         |                         |             |             |                                       |                                       |                                       |                                       |                                       |                                       |  |  |  |  |  |  |  |  |  |  |
|  |  |  |  |             |             |             |             |                         |                         |                         |                         |                         |                         |               |               |                                  |                                  |                                  |                                  |                                  |                                  |                |                |                |                |       |       |               |               |                         |                         |                         |                         |                         |                         |             |             |                                       |                                       |                                       |                                       |                                       |                                       |  |  |  |  |  |  |  |  |  |  |
|  |  |  |  | Laura Grubb | Laura Grubb | Laura Grubb | Laura Grubb | Laura Grubb             | Laura Grubb             |                         |                         | Mungo                   | Mungo                   | Mungo         | Mungo         | Mungo                            | Mungo                            |                                  |                                  | Largo                            | Largo                            | Largo          | Largo          | Largo          | Largo          |       |       | Tanta Corneta | Tanta Corneta | Tanta Corneta           | Tanta Corneta           | Tanta Corneta           | Tanta Corneta           |                         |                         |             |             |                                       |                                       |                                       |                                       |                                       |                                       |  |  |  |  |  |  |  |  |  |  |
|  |  |  |  | Laura Grubb | Laura Grubb | Laura Grubb | Laura Grubb | Laura Grubb             | Laura Grubb             |                         |                         | Mungo                   | Mungo                   | Mungo         | Mungo         | Mungo                            | Mungo                            |                                  |                                  | Largo                            | Largo                            | Largo          | Largo          | Largo          | Largo          |       |       | Tanta Corneta | Tanta Corneta | Tanta Corneta           | Tanta Corneta           | Tanta Corneta           | Tanta Corneta           |                         |                         |             |             |                                       |                                       |                                       |                                       |                                       |                                       |  |  |  |  |  |  |  |  |  |  |
|  |  |  |  |             |             |             |             |                         |                         |                         |                         |                         |                         |               |               |                                  |                                  |                                  |                                  |                                  |                                  |                |                |                |                |       |       |               |               |                         |                         |                         |                         |                         |                         |             |             |                                       |                                       |                                       |                                       |                                       |                                       |  |  |  |  |  |  |  |  |  |  |
|  |  |  |  |             |             |             |             | Bungo Baggins (burguês) | Bungo Baggins (burguês) | Bungo Baggins (burguês) | Bungo Baggins (burguês) | Bungo Baggins (burguês) | Bungo Baggins (burguês) |               |               | Beladona Took [en] (aventureira) | Beladona Took [en] (aventureira) | Beladona Took [en] (aventureira) | Beladona Took [en] (aventureira) | Beladona Took [en] (aventureira) | Beladona Took [en] (aventureira) |                |                | Fosco          | Fosco          | Fosco | Fosco | Fosco         | Fosco         |                         |                         | Ruby Bolger             | Ruby Bolger             | Ruby Bolger             | Ruby Bolger             | Ruby Bolger | Ruby Bolger |                                       |                                       |                                       |                                       |                                       |                                       |  |  |  |  |  |  |  |  |  |  |
|  |  |  |  |             |             |             |             | Bungo Baggins (burguês) | Bungo Baggins (burguês) | Bungo Baggins (burguês) | Bungo Baggins (burguês) | Bungo Baggins (burguês) | Bungo Baggins (burguês) |               |               | Beladona Took [en] (aventureira) | Beladona Took [en] (aventureira) | Beladona Took [en] (aventureira) | Beladona Took [en] (aventureira) | Beladona Took [en] (aventureira) | Beladona Took [en] (aventureira) |                |                | Fosco          | Fosco          | Fosco | Fosco | Fosco         | Fosco         |                         |                         | Ruby Bolger             | Ruby Bolger             | Ruby Bolger             | Ruby Bolger             | Ruby Bolger | Ruby Bolger |                                       |                                       |                                       |                                       |                                       |                                       |  |  |  |  |  |  |  |  |  |  |
|  |  |  |  |             |             |             |             |                         |                         |                         |                         |                         |                         |               |               |                                  |                                  |                                  |                                  |                                  |                                  |                |                |                |                |       |       |               |               |                         |                         |                         |                         |                         |                         |             |             |                                       |                                       |                                       |                                       |                                       |                                       |  |  |  |  |  |  |  |  |  |  |
|  |  |  |  |             |             |             |             |                         |                         |                         |                         |                         |                         |               |               |                                  |                                  |                                  |                                  |                                  |                                  |                |                |                |                |       |       |               |               |                         |                         |                         |                         |                         |                         |             |             |                                       |                                       |                                       |                                       |                                       |                                       |  |  |  |  |  |  |  |  |  |  |
|  |  |  |  |             |             |             |             |                         |                         |                         |                         | Bilbo                   | Bilbo                   | Bilbo         | Bilbo         | Bilbo                            | Bilbo                            |                                  |                                  |                                  |                                  | Dora           | Dora           | Dora           | Dora           | Dora  | Dora  |               |               | Drogo Baggins (burguês) | Drogo Baggins (burguês) | Drogo Baggins (burguês) | Drogo Baggins (burguês) | Drogo Baggins (burguês) | Drogo Baggins (burguês) |             |             | Primula Brandebuque [en] (excêntrica) | Primula Brandebuque [en] (excêntrica) | Primula Brandebuque [en] (excêntrica) | Primula Brandebuque [en] (excêntrica) | Primula Brandebuque [en] (excêntrica) | Primula Brandebuque [en] (excêntrica) |  |  |  |  |  |  |  |  |  |  |
|  |  |  |  |             |             |             |             |                         |                         |                         |                         | Bilbo                   | Bilbo                   | Bilbo         | Bilbo         | Bilbo                            | Bilbo                            |                                  |                                  |                                  |                                  | Dora           | Dora           | Dora           | Dora           | Dora  | Dora  |               |               | Drogo Baggins (burguês) | Drogo Baggins (burguês) | Drogo Baggins (burguês) | Drogo Baggins (burguês) | Drogo Baggins (burguês) | Drogo Baggins (burguês) |             |             | Primula Brandebuque [en] (excêntrica) | Primula Brandebuque [en] (excêntrica) | Primula Brandebuque [en] (excêntrica) | Primula Brandebuque [en] (excêntrica) | Primula Brandebuque [en] (excêntrica) | Primula Brandebuque [en] (excêntrica) |  |  |  |  |  |  |  |  |  |  |
|  |  |  |  |             |             |             |             |                         |                         |                         |                         |                         |                         |               |               |                                  |                                  |                                  |                                  |                                  |                                  |                |                |                |                |       |       |               |               |                         |                         |                         |                         |                         |                         |             |             |                                       |                                       |                                       |                                       |                                       |                                       |  |  |  |  |  |  |  |  |  |  |
|  |  |  |  |             |             |             |             |                         |                         |                         |                         |                         |                         |               |               |                                  |                                  |                                  |                                  |                                  |                                  |                |                |                |                |       |       |               |               |                         |                         |                         |                         | Frodo                   |                         |             |             |                                       |                                       |                                       |                                       |                                       |                                       |  |  |  |  |  |  |  |  |  |  |

As árvores genealógicas da Terra Média têm múltiplas funções, como estabelecer as linhagens dos personagens, suas relações e criar uma sensação de profundidade [en]. Além disso, uma função central é mostrar como diferentes ancestralidades, e consequentemente diferentes traços de caráter na visão de Tolkien, convergem nos protagonistas. O estudioso de Tolkien Jason Fisher [en] explica que o aparentemente caseiro, mas também aventureiro e engenhoso Bilbo Bolseiro, por exemplo, nasceu de um Baggins burguês e uma Took aventureira, enquanto seu primo (frequentemente descrito como sobrinho) e herdeiro Frodo era filho de um Baggins e uma Brandebuque excêntrica. Assim, o caráter é explicado e previsto pela ancestralidade. Tolkien faz com que os Hobbits compartilhem dessa crença; as famílias eram importantes para eles, e eles tinham grande apreço por estudar sua própria genealogia, como ilustrado pelas múltiplas árvores genealógicas dos Hobbits nos apêndices de O Senhor dos Anéis. Tolkien afirmou diretamente no prólogo:
| “ | Todos os hobbits eram, de qualquer forma, apegados a clãs e registravam suas relações familiares com grande cuidado. Eles traçavam árvores genealógicas longas e elaboradas, com inúmeros ramos. Ao lidar com hobbits, é importante lembrar quem é parente de quem e em que grau. | ” |

A ancestralidade de Bilbo e Frodo analisada pela geografia do Condado e pelo caráter das famílias de Hobbits. Bilbo herda traços burgueses dos Baggins e aventureiros dos Took, adequando-o tanto à vida no Condado quanto à aventura descrita em O Hobbit. Frodo herda traços burgueses dos Baggins e excêntricos dos Brandebuque, preparando-o para a missão de O Senhor dos Anéis, mas deixando-o, no final, inquieto.

A ancestralidade de Bilbo e Frodo envolve as famílias Boffin e Bolger, além das mais conhecidas Took e Brandebuque. Tolkien elaborou árvores genealógicas para os Boffins e Bolgers, fornecendo mais contexto sobre o caráter dos principais Hobbits, mas estas foram omitidas dos apêndices por falta de espaço.

### Cisão dos Elfos

Na Primeira Era, os Elfos despertaram em Cuiviénen, na Terra Média, e muitos deles (títulos em verde para os clãs) migraram (setas) para o oeste, rumo a Valinor em Aman, dividindo-se em diferentes grupos conforme a qualidade de sua ancestralidade.

No longo e complexo processo da Cisão dos Elfos, Tolkien mostra consistentemente que os Elfos mais elevados são aqueles que menos se desviaram de seu estado inicial não corrompido: obedeceram à vontade dos Valar, viajaram para o reino abençoado de Valinor, onde viram a luz das Duas Árvores, e continuaram a falar a língua mais elevada, o Quenya. Em contrapartida, os Elfos mais baixos, os Avari, recusaram a jornada, nunca viram a luz e fragmentaram-se em diversos clãs com diferentes línguas, espalhando-se pela Terra Média. Os estudiosos de Tolkien Tom Shippey [en] e Verlyn Flieger [en] observam que Tolkien intencionalmente usou a ancestralidade como guia para o caráter. As diferenças entre as várias línguas élficas refletem tanto a Cisão quanto os eventos de O Silmarillion.
Flieger afirma que os três principais grupos de Elfos que partiram para Valinor, os Eldar, possuem caráteres distintos, que o leitor precisa compreender para entender o que motiva os protagonistas de O Silmarillion, por meio de sua pertença a um ou mais desses grupos.
| Grupo  | História                                                                                      | Caráter derivado da história |
| ------ | --------------------------------------------------------------------------------------------- | --- |
| Vanyar | Primeiros a partir, permanecem em Valinor para sempre após chegar; próximos dos divinos Valar | Os mais elevados dos Elfos; estabelecidos na luz e em si mesmos                                                                   |
| Noldor | Partem em seguida, vão para Valinor e retornam                                                | Divididos, criativos, artísticos, buscadores de conhecimento, habilidosos, amantes das palavras, com potencial para o bem e o mal |
| Teleri | Últimos a partir, menos ansiosos pela luz, mais numerosos                                     | "Vacilam, hesitam, são mutáveis em mente e espírito"; são os "Cantores", amam a água, vivem sempre perto dela, são volúveis       |

Shippey observa que O Silmarillion ecoam a mitologia nórdica em sua crença de que o caráter é determinado pela ancestralidade, sendo necessário estudar as árvores genealógicas para compreender como isso funciona. Ele cita o exemplo de Fëanor, o impulsivo criador dos Silmarils, e seus parentes:
| Pessoa                                      | Ancestralidade               | Caráter derivado da ancestralidade                  |
| ------------------------------------------- | ---------------------------- | --------------------------------------------------- |
| Fëanor                                      | Puro Noldor de pai e mãe     | Criativo, obstinado, egoísta                        |
| Meio-irmãos de Fëanor, Finarfin e Fingolfin | Mãe da raça "sênior", Vanyar | "Superiores" a Fëanor em "contenção e generosidade" |
| Filhos de Finarfin, Finrod e Galadriel      | Mãe da raça "júnior", Teleri | Relativamente simpáticos                            |
| Filhos de Fingolfin, como Aredhel           | "Mistura de Noldor/Vanyar"   | "Imprudentes"                                       |
| Filhos de Fëanor                            | Puros Noldor                 | Agressivos, pouco simpáticos                        |

Shippey comenta que uma forma de ler O Silmarillion é assumir que o "caráter" é, de certa forma, fixo, estático, até mesmo diagramático. Ele afirma que essa era uma crença comum na Idade Média, citando o provérbio em Inglês antigo que diz que "um homem mostra quem é quando pode fazer o que quer", ou seja, seu caráter era considerado inato. Da mesma forma, na Mitologia nórdica, a natureza de cada pessoa em uma saga é apresentada quando ela é introduzida; o restante da história apenas demonstra como isso se manifesta na prática.

## Linhagens dos Homens
| Finwë  | Finwë  | Finwë     | Finwë     | Finwë                        | Finwë                        |                              |                              | Indis                        | Indis                        | Indis                                    | Indis    | Indis    | Indis    |          |          |                   |                   | Casa de Hador     | Casa de Hador     | Casa de Hador     | Casa de Hador     | Casa de Hador | Casa de Hador |                    |                    |                    |                    | Casa de Bëor       | Casa de Bëor       | Casa de Bëor | Casa de Bëor | Casa de Bëor | Casa de Bëor |           |           |                   |                   | Thingol           | Thingol           | Thingol           | Thingol           | Thingol | Thingol |         |         | Melian  | Melian  | Melian  | Melian  | Melian | Melian |
| Finwë  | Finwë  | Finwë     | Finwë     | Finwë                        | Finwë                        |                              |                              | Indis                        | Indis                        | Indis                                    | Indis    | Indis    | Indis    |          |          |                   |                   | Casa de Hador     | Casa de Hador     | Casa de Hador     | Casa de Hador     | Casa de Hador | Casa de Hador |                    |                    |                    |                    | Casa de Bëor       | Casa de Bëor       | Casa de Bëor | Casa de Bëor | Casa de Bëor | Casa de Bëor |           |           |                   |                   | Thingol           | Thingol           | Thingol           | Thingol           | Thingol | Thingol |         |         | Melian  | Melian  | Melian  | Melian  | Melian | Melian |
|        |        |           |           |                              |                              |                              |                              |                              |                              |                                          |          |          |          |          |          |                   |                   |                   |                   |                   |                   |               |               |                    |                    |                    |                    |                    |                    |              |              |              |              |           |           |                   |                   |                   |                   |                   |                   |         |         |         |         |         |         |         |         |        |        |
|        |        | Fingolfin | Fingolfin | Fingolfin                    | Fingolfin                    | Fingolfin                    | Fingolfin                    |                              |                              | Anairë                                   | Anairë   | Anairë   | Anairë   | Anairë   | Anairë   |                   |                   | Galdor            | Galdor            | Galdor            | Galdor            | Galdor        | Galdor        |                    |                    |                    |                    | Barahir            | Barahir            | Barahir      | Barahir      | Barahir      | Barahir      |           |           |                   |                   |                   |                   |                   |                   |         |         |         |         |         |         |         |         |        |        |
|        |        | Fingolfin | Fingolfin | Fingolfin                    | Fingolfin                    | Fingolfin                    | Fingolfin                    |                              |                              | Anairë                                   | Anairë   | Anairë   | Anairë   | Anairë   | Anairë   |                   |                   | Galdor            | Galdor            | Galdor            | Galdor            | Galdor        | Galdor        |                    |                    |                    |                    | Barahir            | Barahir            | Barahir      | Barahir      | Barahir      | Barahir      |           |           |                   |                   |                   |                   |                   |                   |         |         |         |         |         |         |         |         |        |        |
|        |        |           |           |                              |                              |                              |                              |                              |                              |                                          |          |          |          |          |          |                   |                   |                   |                   |                   |                   |               |               |                    |                    |                    |                    |                    |                    |              |              |              |              |           |           |                   |                   |                   |                   |                   |                   |         |         |         |         |         |         |         |         |        |        |
| Elenwë | Elenwë | Elenwë    | Elenwë    | Elenwë                       | Elenwë                       |                              |                              | Turgon                       | Turgon                       | Turgon                                   | Turgon   | Turgon   | Turgon   |          |          |                   |                   | Huor              | Huor              | Huor              | Huor              | Huor          | Huor          |                    |                    |                    |                    | Beren              | Beren              | Beren        | Beren        | Beren        | Beren        |           |           |                   |                   |                   |                   |                   |                   |         |         | Lúthien | Lúthien | Lúthien | Lúthien | Lúthien | Lúthien |        |        |
| Elenwë | Elenwë | Elenwë    | Elenwë    | Elenwë                       | Elenwë                       |                              |                              | Turgon                       | Turgon                       | Turgon                                   | Turgon   | Turgon   | Turgon   |          |          |                   |                   | Huor              | Huor              | Huor              | Huor              | Huor          | Huor          |                    |                    |                    |                    | Beren              | Beren              | Beren        | Beren        | Beren        | Beren        |           |           |                   |                   |                   |                   |                   |                   |         |         | Lúthien | Lúthien | Lúthien | Lúthien | Lúthien | Lúthien |        |        |
|        |        |           |           |                              |                              |                              |                              |                              |                              |                                          |          |          |          |          |          |                   |                   |                   |                   |                   |                   |               |               |                    |                    |                    |                    |                    |                    |              |              |              |              |           |           |                   |                   |                   |                   |                   |                   |         |         |         |         |         |         |         |         |        |        |
|        |        |           |           | Idril                        | Idril                        | Idril                        | Idril                        | Idril                        | Idril                        |                                          |          |          |          |          |          | Tuor              | Tuor              | Tuor              | Tuor              | Tuor              | Tuor              |               |               |                    |                    | Nimloth            | Nimloth            | Nimloth            | Nimloth            | Nimloth      | Nimloth      |              |              |           |           |                   |                   | Dior              | Dior              | Dior              | Dior              | Dior    | Dior    |         |         |         |         |         |         |        |        |
|        |        |           |           | Idril                        | Idril                        | Idril                        | Idril                        | Idril                        | Idril                        |                                          |          |          |          |          |          | Tuor              | Tuor              | Tuor              | Tuor              | Tuor              | Tuor              |               |               |                    |                    | Nimloth            | Nimloth            | Nimloth            | Nimloth            | Nimloth      | Nimloth      |              |              |           |           |                   |                   | Dior              | Dior              | Dior              | Dior              | Dior    | Dior    |         |         |         |         |         |         |        |        |
|        |        |           |           |                              |                              |                              |                              |                              |                              |                                          |          |          |          |          |          |                   |                   |                   |                   |                   |                   |               |               |                    |                    |                    |                    |                    |                    |              |              |              |              |           |           |                   |                   |                   |                   |                   |                   |         |         |         |         |         |         |         |         |        |        |
|        |        |           |           |                              |                              |                              |                              |                              |                              |                                          |          |          |          |          |          |                   |                   |                   |                   |                   |                   |               |               |                    |                    |                    |                    |                    |                    |              |              |              |              |           |           |                   |                   |                   |                   |                   |                   |         |         |         |         |         |         |         |         |        |        |
|        |        |           |           |                              |                              |                              |                              |                              |                              | Eärendil                                 | Eärendil | Eärendil | Eärendil | Eärendil | Eärendil |                   |                   |                   |                   |                   |                   | Elwing        | Elwing        | Elwing             | Elwing             | Elwing             | Elwing             |                    |                    |              |              |              |              |           |           | Eluréd e Elurín   | Eluréd e Elurín   | Eluréd e Elurín   | Eluréd e Elurín   | Eluréd e Elurín   | Eluréd e Elurín   |         |         |         |         |         |         |         |         |        |        |
|        |        |           |           |                              |                              |                              |                              |                              |                              | Eärendil                                 | Eärendil | Eärendil | Eärendil | Eärendil | Eärendil |                   |                   |                   |                   |                   |                   | Elwing        | Elwing        | Elwing             | Elwing             | Elwing             | Elwing             |                    |                    |              |              |              |              |           |           | Eluréd e Elurín   | Eluréd e Elurín   | Eluréd e Elurín   | Eluréd e Elurín   | Eluréd e Elurín   | Eluréd e Elurín   |         |         |         |         |         |         |         |         |        |        |
|        |        |           |           |                              |                              |                              |                              |                              |                              |                                          |          |          |          |          |          |                   |                   |                   |                   |                   |                   |               |               |                    |                    |                    |                    |                    |                    |              |              |              |              |           |           |                   |                   |                   |                   |                   |                   |         |         |         |         |         |         |         |         |        |        |
|        |        |           |           |                              |                              |                              |                              |                              |                              |                                          |          |          |          |          |          |                   |                   |                   |                   |                   |                   |               |               |                    |                    |                    |                    | Galadriel          | Galadriel          | Galadriel    | Galadriel    | Galadriel    | Galadriel    |           |           | Celeborn          | Celeborn          | Celeborn          | Celeborn          | Celeborn          | Celeborn          |         |         |         |         |         |         |         |         |        |        |
|        |        |           |           |                              |                              |                              |                              |                              |                              |                                          |          |          |          |          |          |                   |                   |                   |                   |                   |                   |               |               |                    |                    |                    |                    | Galadriel          | Galadriel          | Galadriel    | Galadriel    | Galadriel    | Galadriel    |           |           | Celeborn          | Celeborn          | Celeborn          | Celeborn          | Celeborn          | Celeborn          |         |         |         |         |         |         |         |         |        |        |
|        |        |           |           |                              |                              |                              |                              |                              |                              |                                          |          |          |          |          |          |                   |                   |                   |                   |                   |                   |               |               |                    |                    |                    |                    |                    |                    |              |              |              |              |           |           |                   |                   |                   |                   |                   |                   |         |         |         |         |         |         |         |         |        |        |
|        |        |           |           |                              |                              |                              |                              |                              |                              |                                          |          |          |          |          |          |                   |                   |                   |                   |                   |                   |               |               |                    |                    |                    |                    |                    |                    |              |              |              |              |           |           |                   |                   |                   |                   |                   |                   |         |         |         |         |         |         |         |         |        |        |
|        |        |           |           |                              |                              |                              |                              |                              |                              | Elros                                    | Elros    | Elros    | Elros    | Elros    | Elros    |                   |                   |                   |                   |                   |                   | Elrond        | Elrond        | Elrond             | Elrond             | Elrond             | Elrond             |                    |                    |              |              |              |              | Celebrían | Celebrían | Celebrían         | Celebrían         | Celebrían         | Celebrían         |                   |                   |         |         |         |         |         |         |         |         |        |        |
|        |        |           |           |                              |                              |                              |                              |                              |                              | Elros                                    | Elros    | Elros    | Elros    | Elros    | Elros    |                   |                   |                   |                   |                   |                   | Elrond        | Elrond        | Elrond             | Elrond             | Elrond             | Elrond             |                    |                    |              |              |              |              | Celebrían | Celebrían | Celebrían         | Celebrían         | Celebrían         | Celebrían         |                   |                   |         |         |         |         |         |         |         |         |        |        |
|        |        |           |           |                              |                              |                              |                              |                              |                              |                                          |          |          |          |          |          |                   |                   |                   |                   |                   |                   |               |               |                    |                    |                    |                    |                    |                    |              |              |              |              |           |           |                   |                   |                   |                   |                   |                   |         |         |         |         |         |         |         |         |        |        |
|        |        |           |           |                              |                              |                              |                              |                              |                              | 22 Reis de Númenor e Senhores de Andúnië |          |          |          |          |          |                   |                   |                   |                   |                   |                   |               |               |                    |                    |                    |                    |                    |                    |              |              |              |              |           |           |                   |                   |                   |                   |                   |                   |         |         |         |         |         |         |         |         |        |        |
|        |        |           |           |                              |                              |                              |                              |                              |                              |                                          |          |          |          |          |          |                   |                   |                   |                   |                   |                   |               |               |                    |                    |                    |                    |                    |                    |              |              |              |              |           |           |                   |                   |                   |                   |                   |                   |         |         |         |         |         |         |         |         |        |        |
|        |        |           |           |                              |                              |                              |                              |                              |                              | Elendil                                  |          |          |          |          |          |                   |                   |                   |                   |                   |                   |               |               |                    |                    |                    |                    |                    |                    |              |              |              |              |           |           |                   |                   |                   |                   |                   |                   |         |         |         |         |         |         |         |         |        |        |
|        |        |           |           |                              |                              |                              |                              |                              |                              |                                          |          |          |          |          |          |                   |                   |                   |                   |                   |                   |               |               |                    |                    |                    |                    |                    |                    |              |              |              |              |           |           |                   |                   |                   |                   |                   |                   |         |         |         |         |         |         |         |         |        |        |
|        |        |           |           |                              |                              |                              |                              |                              |                              |                                          |          |          |          |          |          |                   |                   |                   |                   |                   |                   |               |               |                    |                    |                    |                    |                    |                    |              |              |              |              |           |           |                   |                   |                   |                   |                   |                   |         |         |         |         |         |         |         |         |        |        |
|        |        |           |           | Isildur                      | Isildur                      | Isildur                      | Isildur                      | Isildur                      | Isildur                      |                                          |          |          |          |          |          | Anárion           | Anárion           | Anárion           | Anárion           | Anárion           | Anárion           |               |               |                    |                    |                    |                    |                    |                    |              |              |              |              |           |           |                   |                   |                   |                   |                   |                   |         |         |         |         |         |         |         |         |        |        |
|        |        |           |           | Isildur                      | Isildur                      | Isildur                      | Isildur                      | Isildur                      | Isildur                      |                                          |          |          |          |          |          | Anárion           | Anárion           | Anárion           | Anárion           | Anárion           | Anárion           |               |               |                    |                    |                    |                    |                    |                    |              |              |              |              |           |           |                   |                   |                   |                   |                   |                   |         |         |         |         |         |         |         |         |        |        |
|        |        |           |           | 22 Reis de Arnor e Arthedain | 22 Reis de Arnor e Arthedain | 22 Reis de Arnor e Arthedain | 22 Reis de Arnor e Arthedain | 22 Reis de Arnor e Arthedain | 22 Reis de Arnor e Arthedain |                                          |          |          |          |          |          | 27 Reis de Gondor | 27 Reis de Gondor | 27 Reis de Gondor | 27 Reis de Gondor | 27 Reis de Gondor | 27 Reis de Gondor |               |               |                    |                    |                    |                    |                    |                    |              |              |              |              |           |           |                   |                   |                   |                   |                   |                   |         |         |         |         |         |         |         |         |        |        |
|        |        |           |           | 22 Reis de Arnor e Arthedain | 22 Reis de Arnor e Arthedain | 22 Reis de Arnor e Arthedain | 22 Reis de Arnor e Arthedain | 22 Reis de Arnor e Arthedain | 22 Reis de Arnor e Arthedain |                                          |          |          |          |          |          | 27 Reis de Gondor | 27 Reis de Gondor | 27 Reis de Gondor | 27 Reis de Gondor | 27 Reis de Gondor | 27 Reis de Gondor |               |               |                    |                    |                    |                    |                    |                    |              |              |              |              |           |           |                   |                   |                   |                   |                   |                   |         |         |         |         |         |         |         |         |        |        |
|        |        |           |           | Arvedui                      | Arvedui                      | Arvedui                      | Arvedui                      | Arvedui                      | Arvedui                      |                                          |          |          |          |          |          | Fíriel            | Fíriel            | Fíriel            | Fíriel            | Fíriel            | Fíriel            |               |               |                    |                    |                    |                    |                    |                    |              |              |              |              |           |           |                   |                   |                   |                   |                   |                   |         |         |         |         |         |         |         |         |        |        |
|        |        |           |           | Arvedui                      | Arvedui                      | Arvedui                      | Arvedui                      | Arvedui                      | Arvedui                      |                                          |          |          |          |          |          | Fíriel            | Fíriel            | Fíriel            | Fíriel            | Fíriel            | Fíriel            |               |               |                    |                    |                    |                    |                    |                    |              |              |              |              |           |           |                   |                   |                   |                   |                   |                   |         |         |         |         |         |         |         |         |        |        |
|        |        |           |           |                              |                              |                              |                              |                              |                              |                                          |          |          |          |          |          |                   |                   |                   |                   |                   |                   |               |               |                    |                    |                    |                    |                    |                    |              |              |              |              |           |           |                   |                   |                   |                   |                   |                   |         |         |         |         |         |         |         |         |        |        |
|        |        |           |           |                              |                              |                              |                              |                              |                              | 15 Chefes Dúnedain                       |          |          |          |          |          |                   |                   |                   |                   |                   |                   |               |               |                    |                    |                    |                    |                    |                    |              |              |              |              |           |           |                   |                   |                   |                   |                   |                   |         |         |         |         |         |         |         |         |        |        |
|        |        |           |           |                              |                              |                              |                              |                              |                              |                                          |          |          |          |          |          |                   |                   |                   |                   |                   |                   |               |               |                    |                    |                    |                    |                    |                    |              |              |              |              |           |           |                   |                   |                   |                   |                   |                   |         |         |         |         |         |         |         |         |        |        |
|        |        |           |           |                              |                              |                              |                              |                              |                              |                                          |          |          |          |          |          |                   |                   |                   |                   |                   |                   |               |               |                    |                    |                    |                    |                    |                    |              |              |              |              |           |           |                   |                   |                   |                   |                   |                   |         |         |         |         |         |         |         |         |        |        |
|        |        |           |           |                              |                              |                              |                              |                              |                              |                                          |          |          |          |          |          |                   |                   |                   |                   |                   |                   |               |               |                    |                    |                    |                    |                    |                    |              |              |              |              |           |           |                   |                   |                   |                   |                   |                   |         |         |         |         |         |         |         |         |        |        |
|        |        |           |           |                              |                              |                              |                              |                              |                              | Aragorn                                  | Aragorn  | Aragorn  | Aragorn  | Aragorn  | Aragorn  |                   |                   |                   |                   |                   |                   |               |               |                    |                    | Arwen              | Arwen              | Arwen              | Arwen              | Arwen        | Arwen        |              |              |           |           | Elladan e Elrohir | Elladan e Elrohir | Elladan e Elrohir | Elladan e Elrohir | Elladan e Elrohir | Elladan e Elrohir |         |         |         |         |         |         |         |         |        |        |
|        |        |           |           |                              |                              |                              |                              |                              |                              | Aragorn                                  | Aragorn  | Aragorn  | Aragorn  | Aragorn  | Aragorn  |                   |                   |                   |                   |                   |                   |               |               |                    |                    | Arwen              | Arwen              | Arwen              | Arwen              | Arwen        | Arwen        |              |              |           |           | Elladan e Elrohir | Elladan e Elrohir | Elladan e Elrohir | Elladan e Elrohir | Elladan e Elrohir | Elladan e Elrohir |         |         |         |         |         |         |         |         |        |        |
|        |        |           |           |                              |                              |                              |                              |                              |                              |                                          |          |          |          |          |          |                   |                   |                   |                   |                   |                   |               |               |                    |                    |                    |                    |                    |                    |              |              |              |              |           |           |                   |                   |                   |                   |                   |                   |         |         |         |         |         |         |         |         |        |        |
|        |        |           |           |                              |                              |                              |                              |                              |                              |                                          |          |          |          |          |          |                   |                   |                   |                   |                   |                   |               |               |                    |                    |                    |                    |                    |                    |              |              |              |              |           |           |                   |                   |                   |                   |                   |                   |         |         |         |         |         |         |         |         |        |        |
|        |        |           |           |                              |                              |                              |                              |                              |                              |                                          |          | Eldarion | Eldarion | Eldarion | Eldarion | Eldarion          | Eldarion          |                   |                   |                   |                   |               |               | No mínimo 3 filhas | No mínimo 3 filhas | No mínimo 3 filhas | No mínimo 3 filhas | No mínimo 3 filhas | No mínimo 3 filhas |              |              |              |              |           |           |                   |                   |                   |                   |                   |                   |         |         |         |         |         |         |         |         |        |        |

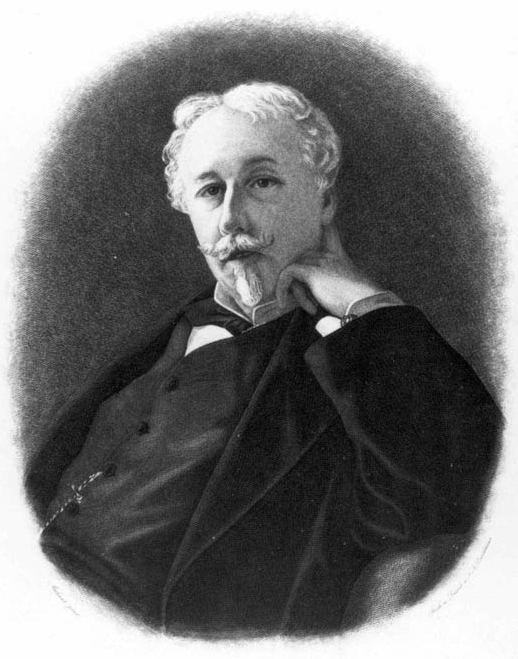
Robert Stuart comparou as visões de Tolkien sobre ancestralidade às do racista Arthur de Gobineau. Retrato de 1876 por Comtesse de la Tour.

Aragorn, herói de O Senhor dos Anéis, é apresentado como um Homem e descrito como tal pelo epíteto Dúnadan, "Homem do Oeste". Sua linhagem, no entanto, é mais rica, pois ele pode traçar sua ancestralidade até o casamento de Eärendil e Elwing, ambos meio-elfos, portanto superiores aos homens mortais. Além disso, a ancestralidade de Elwing remonta ao casamento de  Thingol, o rei élfico de Doriath, com Melian, uma Maia, ou espírito imortal, uma das angelicais Ainur. Quanto à sua linhagem élfica, Aragorn não descende apenas dos Teleri ("Aqueles que vêm por último") por meio de Thingol; Eärendil era descendente, via Idril Celebrindal, de Finwë dos Noldor ("Elfos Profundos") e Indis dos Vanyar ("Os Belos"). Esses dois grupos eram os mais elevados entre os Elfos e, ao contrário dos Teleri, mantiveram a fé ao migrarem até Aman, onde contemplaram a luz das Duas Árvores de Valinor. Assim, Aragorn não apenas pertence a uma longa linhagem real, mas também possui uma mistura de sangue élfico da mais alta qualidade, oriundo de reis élficos e dos mais elevados Elfos.
A estudiosa de Tolkien Angela Nicholas argumenta que a ancestralidade combinada de Homem, Elfo e Maia de Aragorn "infunde divindade em seu caráter". Judy Ann Ford e Robin Anne Reid [en] escrevem em Tolkien Studies [en] que, embora a destruição do Um Anel impeça Sauron de dominar toda a Terra Média, o "verdadeiro rei", Aragorn, é necessário "para restaurar o mundo dos homens à sua glória passada". Aragorn carrega esse destino em seus epítetos, pois, na alta língua de outrora [Quenya], ele é Elessar, a Pedra Élfica, e Envinyatar, o Renovador. Ford e Reid comentam que toluene fez Aragorn corresponder ao ideal anglo-saxão de realeza, observando que seus reis "reivindicavam descendência do [deus] Woden", e ainda que "essa ancestralidade divina era considerada capaz de dotar o sangue real com uma porção de sabedoria divina e poder sobrenatural".
Por outro lado, em seu livro de 2022 Tolkien, Race, and Racism in Middle-earth, Robert Stuart descreve a ênfase de Tolkien na ancestralidade de Aragorn como "racismo aristocrático", comparando as visões implícitas de Tolkien sobre raça às do diplomata francês do século XIX Arthur de Gobineau, que ele caracteriza como "antidemocrático, antinacional e, acima de tudo, antimoderno [en]".

### J. R. R. Tolkien
1. ↑  (Carpenter 2023, Carta 142 para Robert Murray, 2 de dezembro de 1953)
2. ↑  (Tolkien 1955, Apêndice C Árvores Genealógicas)
3. 1 2  (Tolkien 1954a, prólogo)
4. ↑  (Tolkien 1994, "Quendi e Eldar")
5. ↑  (Tolkien 1977, “Sobre os Anéis de Poder e a Terceira Era”: Árvores genealógicas I e II: “A casa de Finwë e a descendência noldorin de Elrond e Elros” e “Os descendentes de Olwë e Elwë”)
6. ↑  (Tolkien 1977, cap. 24 "Da Viagem de Eärendil e da Guerra da Ira")
7. ↑  (Tolkien 1955) livro 5, cap. 8 "As Casas de Cura"

- Carpenter, Humphrey (2023). The Letters of J. R. R. Tolkien: Revised and Expanded Edition [As Cartas de J. R. R. Tolkien: Edição Revisada e Ampliada]. Nova Iorque: Harper Collins. ISBN 978-0-35-865298-4
- Tolkien, J. R. R. (1954a). The Lord of the Rings: The Fellowship of the Ring [O Senhor dos Anéis: A Sociedade do Anel]. Boston: Houghton Mifflin. OCLC 9552942
- Tolkien, J. R. R. (1955). The Lord of the Rings: The Return of the King [O Senhor dos Anéis: O Retorno do Rei]. Boston: Houghton Mifflin. OCLC 519647821
- Tolkien, J. R. R. (1977).  Tolkien, Christopher, ed. The Silmarillion. Boston: Houghton Mifflin. ISBN 978-0-395-25730-2
- Tolkien, J. R. R. (1994).  Tolkien, Christopher, ed. The War of the Jewels [A Guerra das Joias]. Londres: HarperCollins. ISBN 0-395-71041-3